# Moulins-sur-Tardoire
Moulins-sur-Tardoire ist eine französische Gemeinde mit 804 Einwohnern (Stand 1. Januar 2022) im  Département Charente in der Region Nouvelle-Aquitaine. Sie gehört zum Kanton Val de Tardoire und zum Arrondissement Angoulême.
Sie entstand als Commune nouvelle mit Wirkung vom 1. Januar 2019 durch die Zusammenlegung der bisherigen Gemeinden Vilhonneur und Rancogne. Diese sind seither Communes déléguées. Der Verwaltungssitz befindet sich in Vilhonneur.

## Gliederung
| Ehemalige Gemeinde           | ehemaliger INSEE-Code | Fläche (km²) | Einwohnerzahl (2019) |
| ---------------------------- | --------------------- | ------------ | -------------------- |
| Vilhonneur (Verwaltungssitz) | 16406                 | 09,36        | 416                  |
| Rancogne                     | 16274                 | 12,52        | 354                  |

## Lage
Nachbargemeinden sind Bunzac im Nordwesten, La Rochefoucauld-en-Angoumois im Norden, Marillac-le-Franc im Nordosten, Saint-Sornin im Osten, Vouthon im Südosten, Saint-Germain-de-Montbron im Süden, Chazelles im Südwesten und Pranzac im Westen.